# Stigmella bicuspidata
Stigmella bicuspidata là một loài bướm đêm thuộc họ Nepticulidae. Nó là loài duy nhất được tìm thấy ở three widely separate localities in Thổ Nhĩ Kỳ.
Sải cánh dài 4.9–5 mm. Con trưởng thành bay từ tháng 7 đến tháng 9.